# Thomas Carew

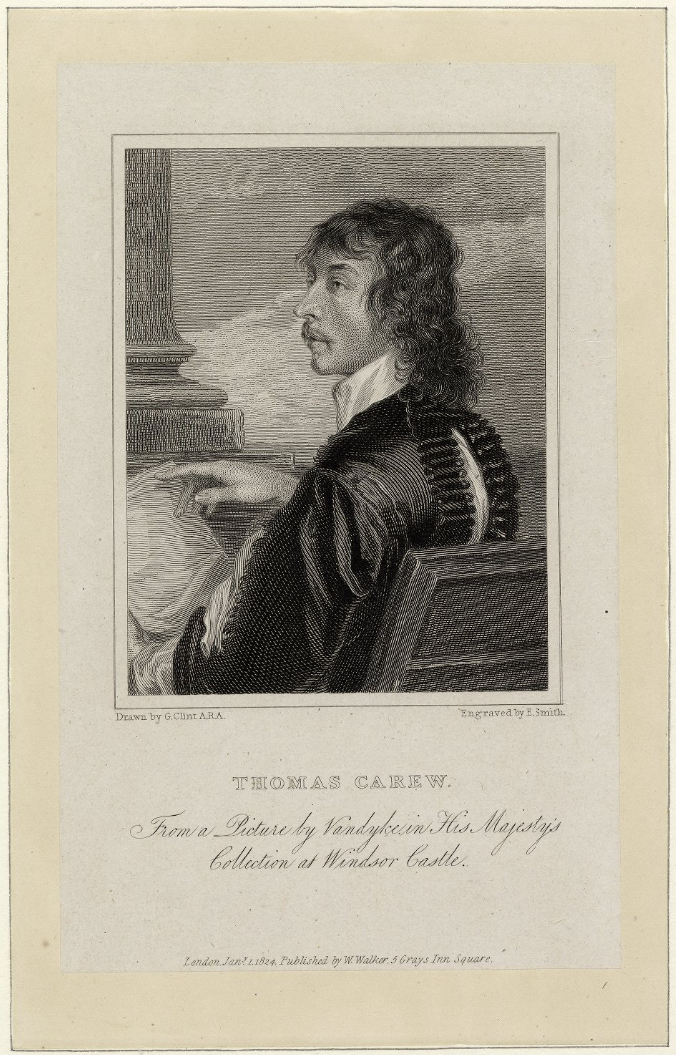
Thomas Carew (grafika XIX-wieczna)

Thomas Carew (ur. 1595 w West Wickham, zm. 22 marca 1640) – angielski poeta metafizyczny, przedstawiciel dworskiego nurtu tej poezji.
Był synem znanego prawnika sir Matthew Carewa. Kształcił się w Oxfordzie i Londynie, choć podobno nie przejawiał specjalnego zamiłowania do nauki. Następnie rozpoczął karierę dworską. Był sekretarzem sir Dudleya Carletona, swojego krewnego, przez kilka lat przebywał z nim poza Anglią, we Włoszech i Holandii. Został zwolniony z powodu obrażenia swojego chlebodawcy. W 1619 roku wstąpił na służbę do Edwarda Herberta i towarzyszył mu w poselstwie do Paryża. 
W drugiej połowie lat 20. XVII wieku kariera Carewa zaczęła rozwijać się coraz intensywniej, stał się jednym z protegowanych Karola I. Zaczął też odnosić sukcesy jako poeta – jego maska, zatytułowana Caelum Britannicum, została wystawiona w 1634 roku. 
Zmarł w 1640 roku, towarzysząc wojskom króla w wyprawie na północ. 
Należał do tzw. Synów Bena, grupy literackiej uważających za swojego mistrza Bena Jonsona, jednak w jego utworach zauważalny jest także wpływ Johna Donne'a. Niektóre z jego wierszy, szczególnie pieśń Nie pytaj, pani..., są uważane za szczytowe osiągnięcia liryki dworskiej tamtego okresu. Pierwsze wydanie tomu poezji Carewa nastąpiło po jego śmierci, w 1640 roku; przedtem wiersze krążyły w odpisach.